# Bonlòc (Alta Garona)
Bonlòc (francès Bouloc) és un municipi occità del Llenguadoc, situat al departament de l'Alta Garona i a la regió d'Occitània.

## Església "Notre Dame"

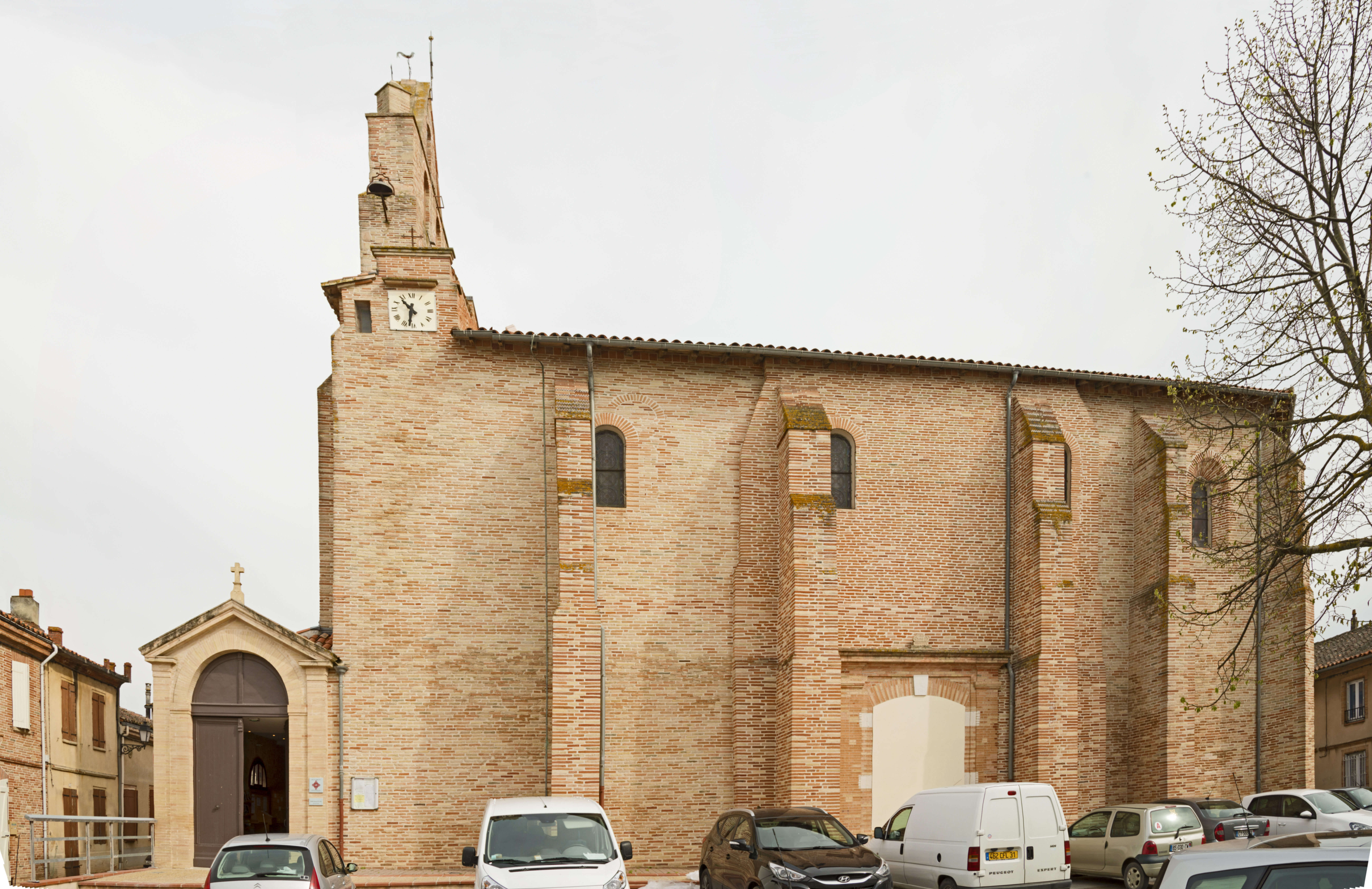
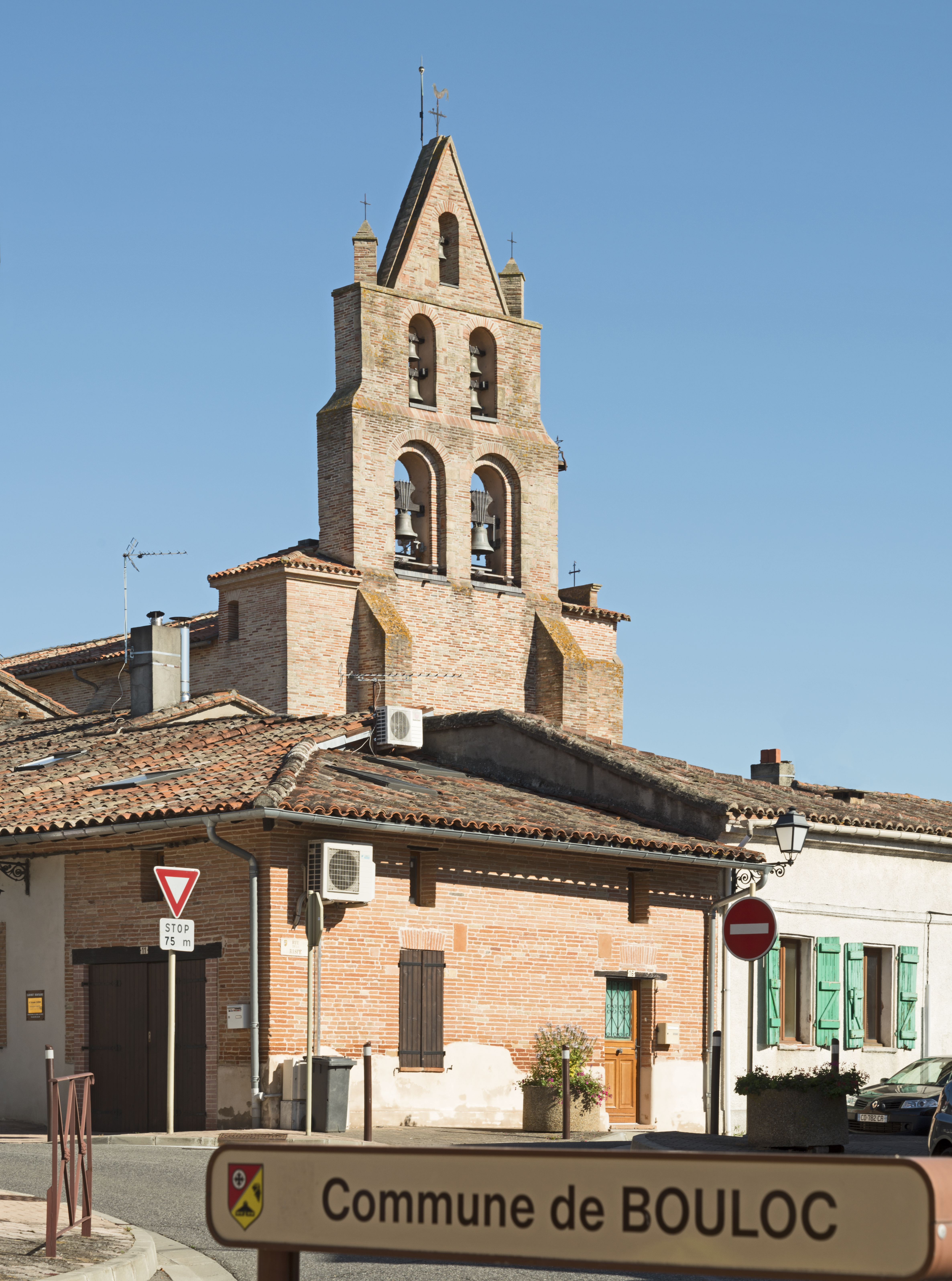
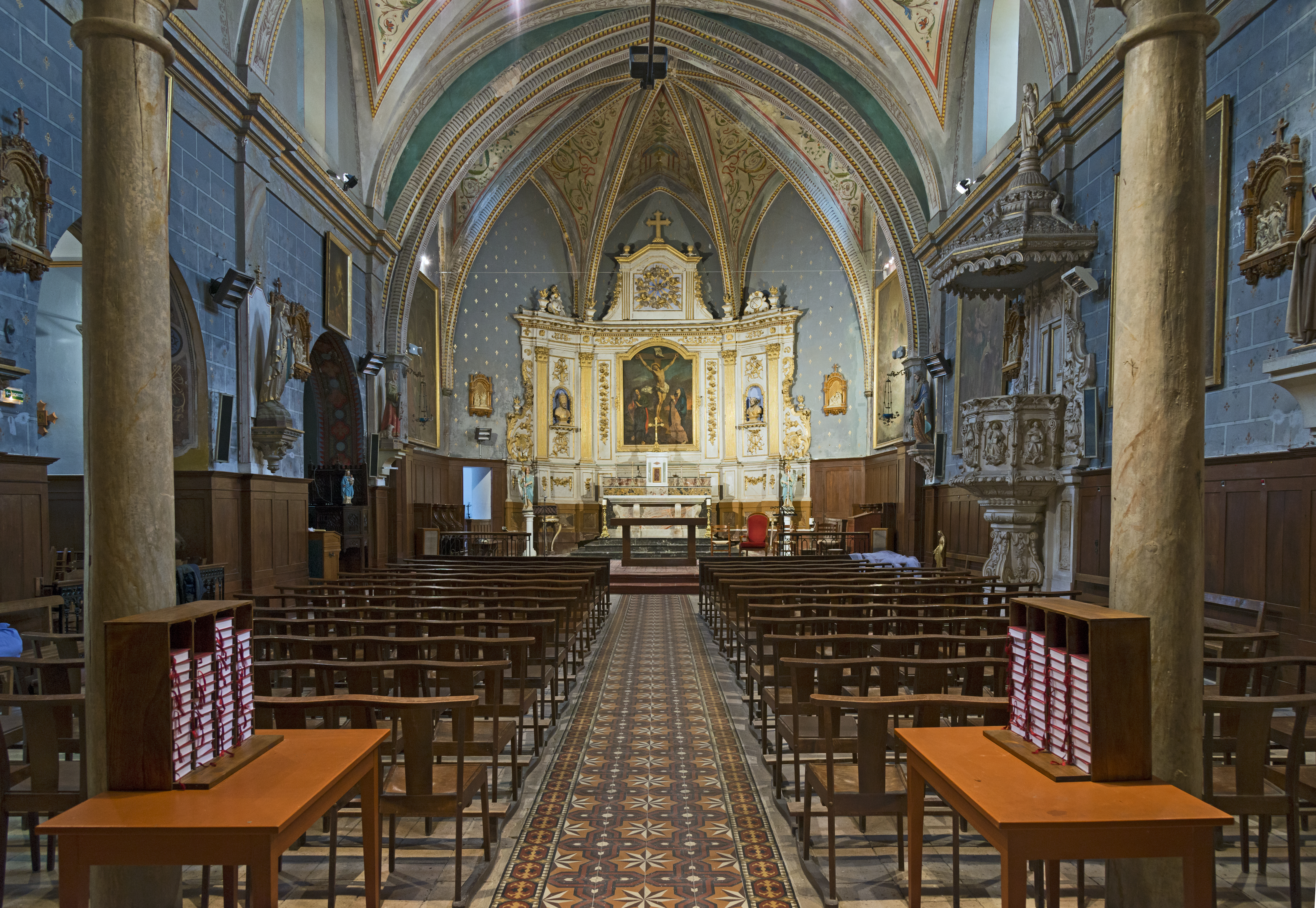
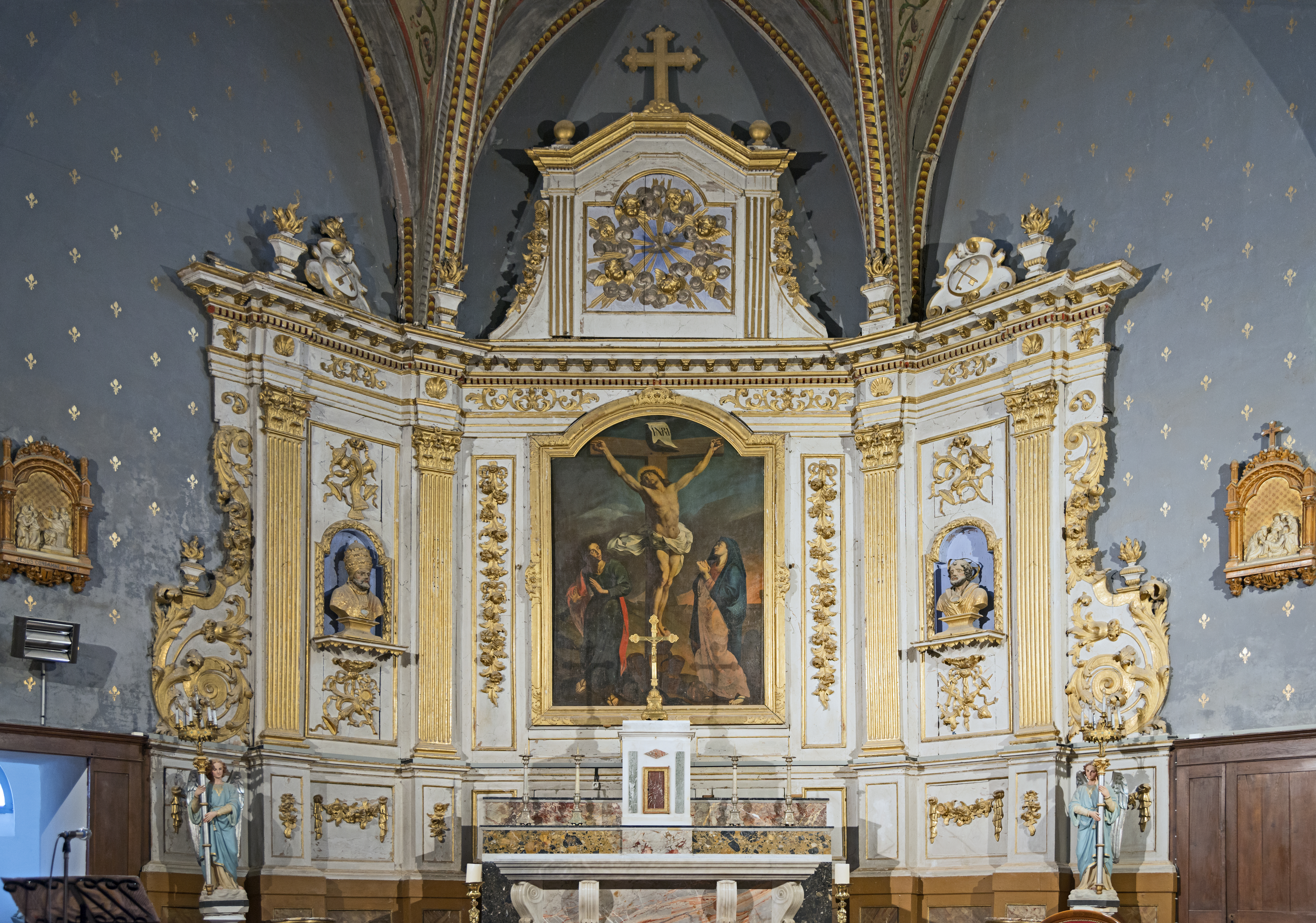
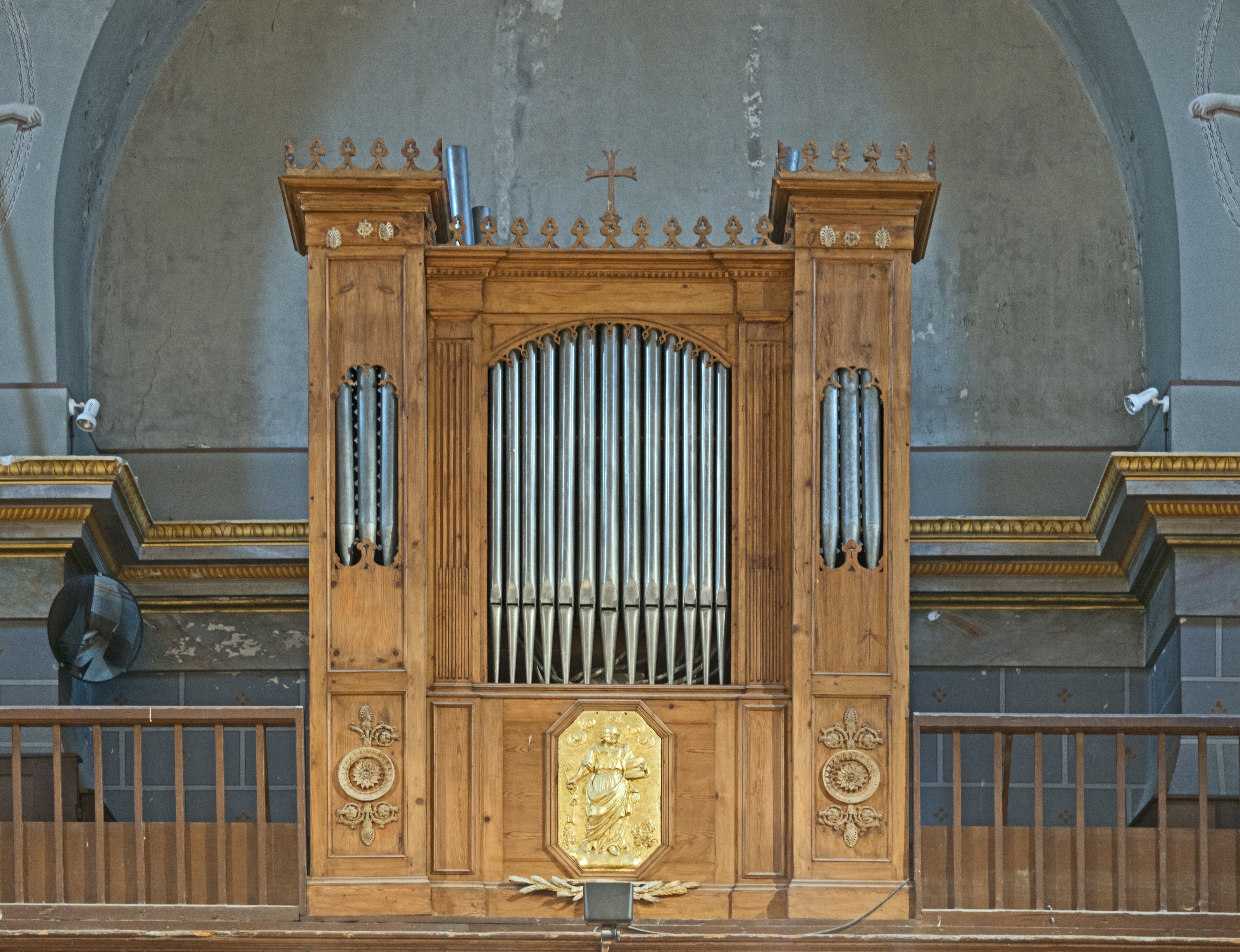
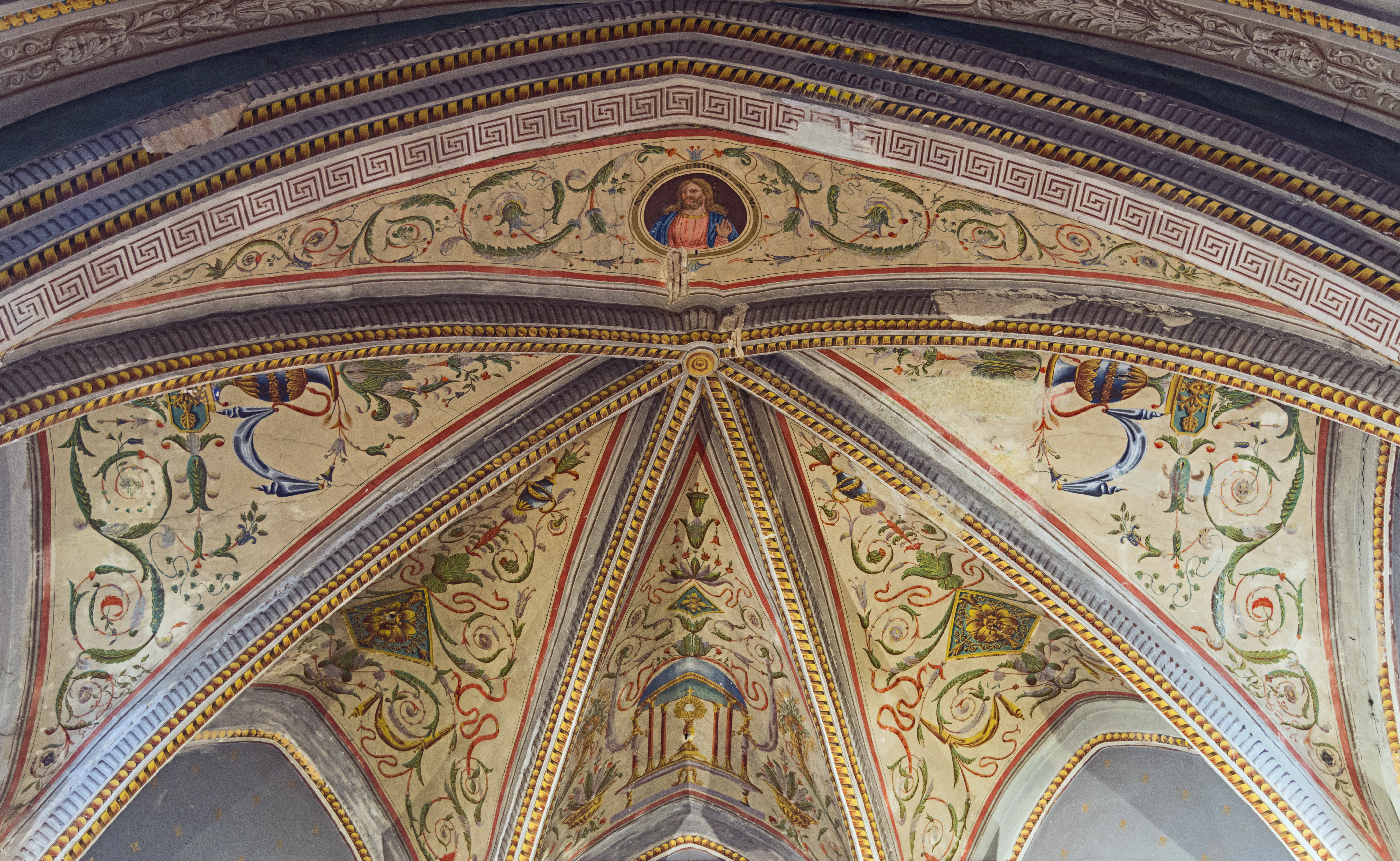